# Pandemonium Point
Pandemonium Point är en udde i Antarktis. Den ligger i Sydorkneyöarna. Argentina och Storbritannien gör anspråk på området.
Terrängen inåt land är kuperad åt nordost. Trakten är obefolkad. Det finns inga samhällen i närheten. 